# Seututie 148
Pour les articles homonymes, voir Route 148.
La route régionale 148 (finnois : Seututie 148) est une route régionale allant de Hyrylä à Tuusula jusqu'à Kilpilahti à Porvoo en Finlande,,.

## Présentation
La seututie 148 est une route régionale d'Uusimaa de 30 kilomètres de long.